# Helictopleurus perpunctatus
Helictopleurus perpunctatus là một loài bọ cánh cứng trong họ Bọ hung (Scarabaeidae).